# Alice Westlake

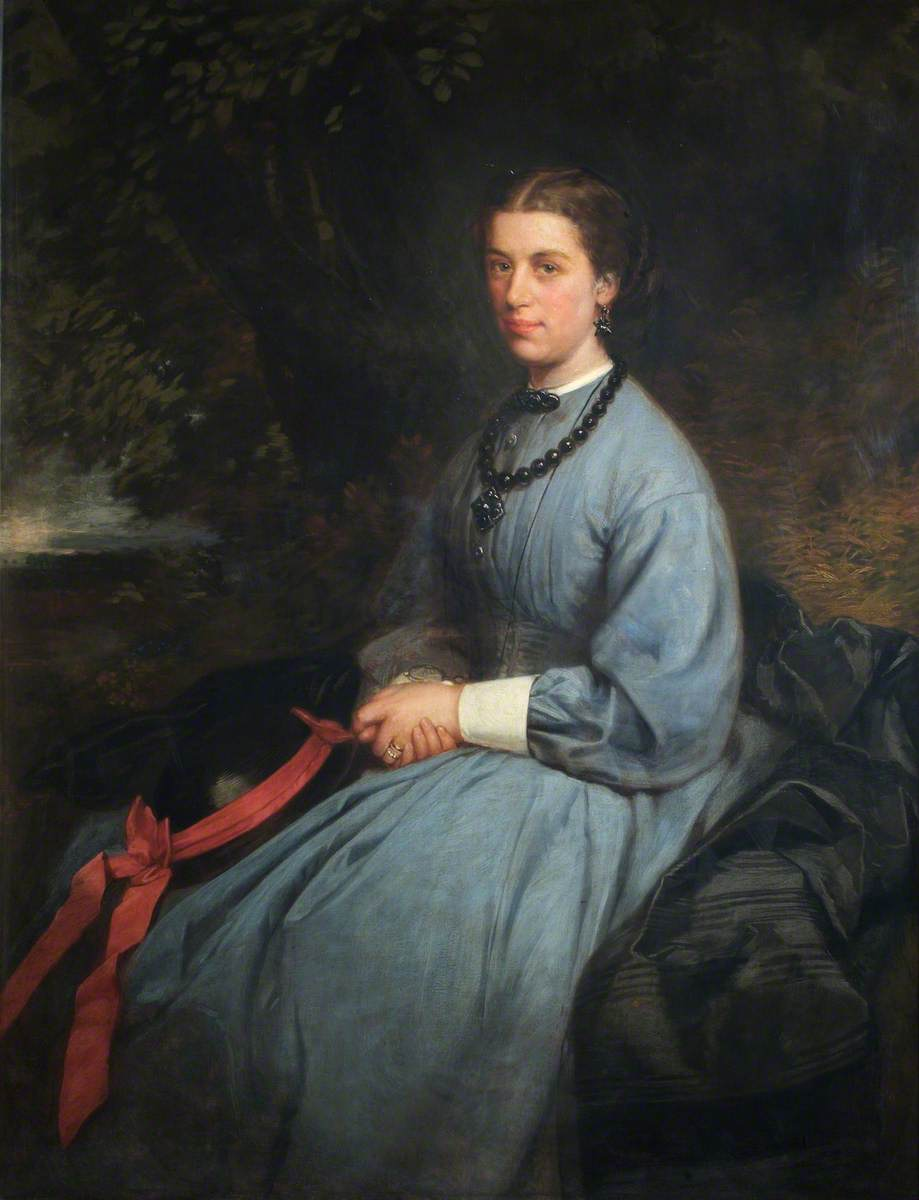
Lowes Cato Dickinson: Alice Westlake

Alice Westlake, geb. Hare (* 9. Januar 1842 in Brompton, London; † 11. August 1923 in London), war eine britische Frauenrechtlerin und Künstlerin.

## Leben

### Familie und erste Lebensjahre
Alice Westlake war eine Tochter des Juristen Thomas Hare und dessen erster Ehefrau Mary, geb. Samson († 1855). Insgesamt hatte das Paar vier Söhne und vier Töchter, zu denen auch die spätere Schriftstellerin Marian Andrews gehörte. Die Familie lebte in London, zunächst am Pelham Place, Brompton, und im Chestnut Cottage in Ham, bis sie sich am Gosbury Hill im Stadtteil Hook niederließ. Die Töchter wurden zu Hause unterrichtet.
1864 heiratete Alice Hare den Juristen John Westlake. Aus der Ehe gingen keine Kinder hervor.

### Engagement für Frauenrechte
Alice Westlake engagierte sich unter anderem für die Einführung des Frauenwahlrechts im Vereinigten Königreich und die Verbesserung der Bildungs- und Berufschancen von Frauen. Sie gehörte zur Langham Place Group und wurde 1865 Mitglied der Kensington Society, wo sich Frauen zu solchen Zielen austauschen und erste Aktivitäten zu deren Umsetzung begannen. Sowohl sie als auch ihr Mann unterschrieben 1866 die Frauenwahlrechtspetition von John Stuart Mill und waren Mitglieder im Enfranchisement of Women Committee (1866/1867). Auch in dessen Nachfolgeorganisation, der London National Society for Women’s Suffrage, war Alice Westlake aktiv. 1882 wurde sie Mitglied des Zentralkomitees der National Society for Women’s Suffrage und in den 1890ern gehörte sie zum geschäftsführenden Ausschuss der Women’s Liberal Unionist Association.
Die Westlakes waren aktive Unterstützer der Frauenrechtlerin und Ärztin Elizabeth Garrett Anderson. So halfen sie ihr 1870 bei ihrer Kandidatur für das London School Board (LSB). 1876 wurde Alice Westlake zu ihrer Nachfolgerin gewählt und vertrat bis 1888 Marylebone im London School Board. Sie unterstützte auch die Anstrengungen Garrett Andersons, ein Krankenhaus für Frauen in London zu etablieren. In diesem Bereich leistete sie ihren umfangreichsten Beitrag zur Frauenbewegung. Nach Gründung des St. Mary’s Dispensary for Women and Children (1866) wurde sie Mitglied des ersten Vorstands. Später war sie Schatzmeisterin bei dessen Nachfolger, dem New Hospital for Women, während ihr Mann in der Verwaltung saß. Noch 1922, ein Jahr vor ihrem Tod, war sie Vize-Präsidentin des Krankenhauses.

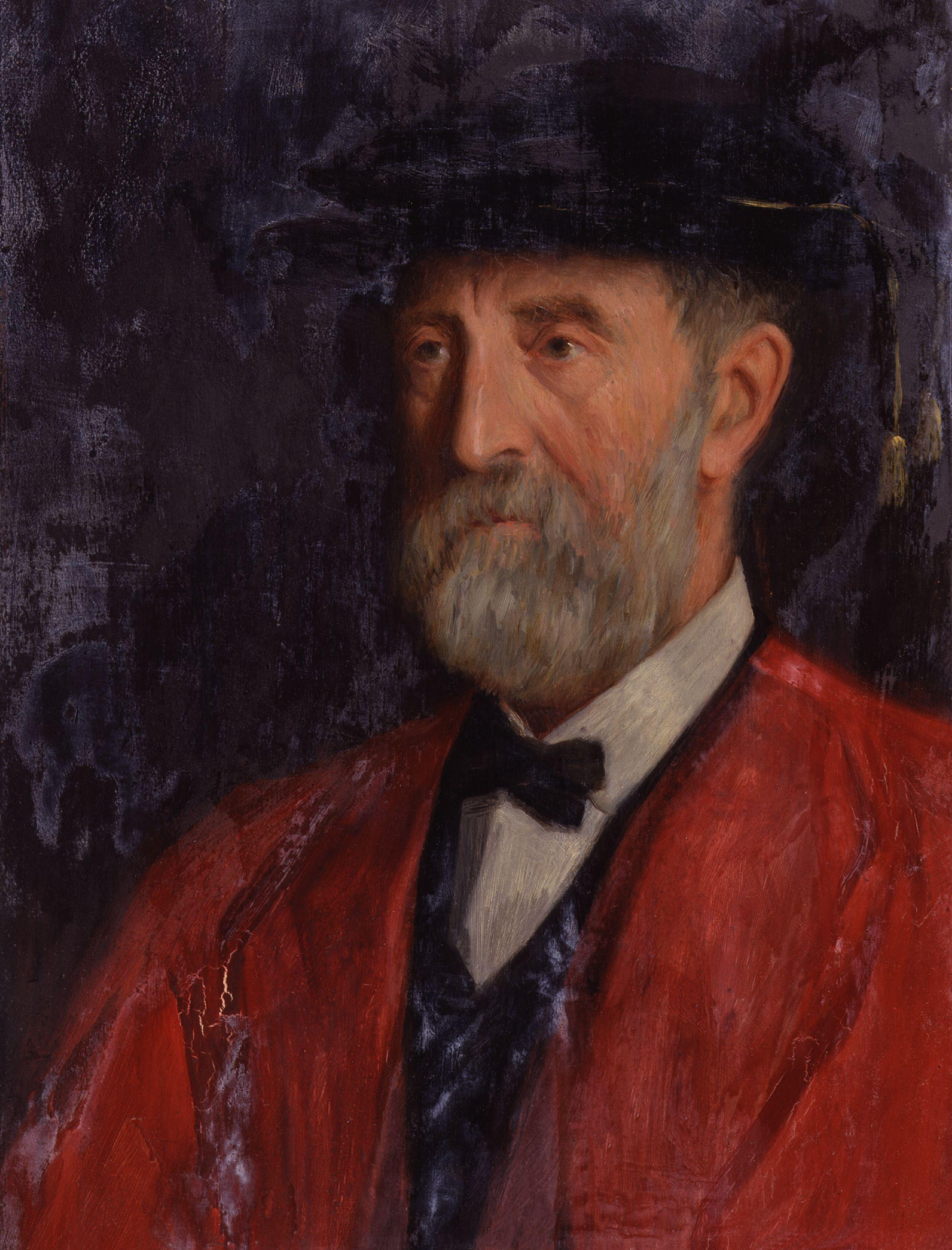
Alice Westlake: Porträt ihres Mannes John Westlake, National Portrait Gallery

### Künstlerisches Wirken
Westlake war als Malerin und Radiererin künstlerisch tätig. Sie beschickte 1875/1877 die Royal Academy of Arts und stellte auch im Pariser Salon aus. Von ihr geschaffene Porträts ihres Vaters und ihres Ehemanns befinden sich in der Londoner National Portrait Gallery.
Werke (Auswahl)
- Porträt von Thomas Hare, Bleistift, ca. 1885, 445 mm × 318 mm, National Portrait Gallery, London
- Porträt von John Westlake, Öl auf Holz, ca. 1896/1897, 337 mm × 260 mm, National Portrait Gallery, London